# Russell Athletic
Russell Athletic er et amerikansk sportstøjsmærke og sportstøjsproducent, der er baseret i Bowling Green, Kentucky. Det har siden 2006 været et datterselskab til Fruit of the Loom.
Virksomheden blev etableret i 1902 i Alexander City, Alabama og de producerede i begyndelsen undertrøjer og undertøj til børn. I 1920 producerede de deres første sweatshirt. I dag producerer de casual sportstøj til en række af sportsgrene, eksempelvis leverer de holdtrøjer.